# Saíd bin Sultán
Saíd bin Sultán (arabsky سعيد بن سلطان‎, Sa‘id bin Sulṭān‎) (5. červen 1797 – 19. říjen 1856) byl vládcem sultanátu Maskat a Omán od 20. listopadu 1804 do 4. června 1856. Po smrti svého otce Sultána bin Ahmada v roce 1804 se spolu s bratrem Salimem stal spoluvládcem země. Dne 14. září 1806 Saíd bratra Salima sesadil. Během života zplodil 36 potomků.
Roku 1837 požádal Saíd o pomoc šejka Isu bin Tarifa při dobývání města Mombasa v Keni. Pevnost Fort Jesus v Mombase byla po dobytí pojmenována právě po tomto šejkovi (Jesus je arabsky Isa).
V roce 1840 přesunul hlavní město z Maskatu v Ománu do Stone Townu, též známému jako Zanzibar. Po Saídově smrti roku 1856 se jeho třetí syn Thuwaini bin Saíd stal sultánem Maskatu a Ománu, zatímco Saídův šestý syn Majid bin Saíd se chopil moci v Zanzibaru. Ten v roce 1840 vyslal loď do Spojených států amerických, ve snaze o navázání obchodních vztahů.
Dnes vlastní Národní muzeum Ománu četnou sbírku stříbrných předmětů spolu s dalším vlastnictvím, dříve náležejícímu Saídovi.